# Juchtenleder
Juchtenleder (kurz Juchleder oder auch kurz Juchten, auch Juften) ist ein auf bestimmte Art gegerbtes Leder aus der Haut von Kälbern oder Rindern. Die Bezeichnung stammt über mittelniederdeutsch juften aus dem Russischen.
Das Juchtenleder ist sehr fest, dicht und geschmeidig und wird mit Birkenteeröl eingerieben, deshalb riecht es stark. Es wurde ursprünglich in Russland angefertigt. Im 18. Jahrhundert verbreitete es sich auch im deutschsprachigen Raum, wo es als Obermaterial von Stiefeln und Schuhen sowie für Dekorationswaren, Bucheinbände und für Geldbörsen benutzt wurde. Juchtenleder findet Verwendung, z. B. bei der Herstellung von Schuhen und Uhrarmbändern.
Etymologisch geht das russische юхть jucht (ältere Bezeichnung) oder юфть juft wohl auf persisch جفت, DMG ǧuft „ein Paar (Ochsen)“ (zu avestisch yuxta „Gespann“) zurück, da die Häute paarweise gegerbt wurden.
Das feinste und weichste dieser Leder wurde unter dem Namen Russisch Leder gehandelt.

## Meyers Konversationslexikon von 1888–1889
Juften (russ., fälschlich Juchten), lohgares (pflanzlich gegerbtes) Leder, welches früher ausschließlich in Russland hergestellt wurde und sich durch Stärke, Geschmeidigkeit, einen eigentümlichen Geruch, durch die Eigenschaft, von den Insekten nicht angegriffen zu werden und dem Wasser einen großen Widerstand zu bieten, auszeichnet. Man stellt es aus guten Häuten von jungem Rindvieh her, welche enthaart, gereinigt, in einem Sauerbad geschwellt und mit Weiden- oder Pappelrinde gegerbt werden. Nach dem Gerben legt man die Häute, um sie geschmeidiger zu machen, zwei Tage in einen Brei aus Roggenmehl, Salz und lauwarmem Wasser, wäscht sie dann und lässt sie trocknen. Die besten Häute werden zu weißem Juften bestimmt und nur noch auf der Narbenseite (Haarseite) mit Birkenteeröl oder Seehundstran eingerieben und dann getrocknet, die übrigen werden rot oder schwarz gefärbt und dann ebenfalls eingefettet. Teerleder erhält doppelt so viel Fett wie der übrige Juften. Nach dem Trocknen wird das Leder gewalkt, gefalzt, gekrispelt und auf der Narbenseite nochmals mit Seehundstran und Talg eingerieben. Je nach der Verwendung wird das Juften schließlich geglättet oder chagriniert (mit einem künstlichen Narbenmuster versehen). Das weiße Leder dient zu Armeezwecken, rotes namentlich zu Portefeuillearbeiten, schwarzes zu Pferdegeschirren und Schuhwerk. Den Geruch verdankt das Juften dem Birkenteeröl. Stiefel aus Juften müssen fleißig mit Tran bestrichen werden. Das beste Juften kommt aus der Gegend von Nowgorod und aus Südrussland, aber auch außerhalb Russlands wird Ware vortrefflicher Qualität hergestellt. Häufig wird gewöhnliches rotes Leder parfümiert, so dass es wie Juften riecht.